# Mali-400 MP
Mali-400 MP è una GPU della serie Mali prodotta dalla ARM Holdings.
Ne esistono diverse versioni, la MP1 e la MP4, la più comune ed utilizzata, è la versione Quad-Core, "Multi-core" detta anche "Mali-400 MP4" con frequenze che vanno da 210 MHz a 500 MHz, sviluppano rispettivamente 12 Gigaflops e 18 Gigaflops di potenza di calcolo, i semiconduttori sono prodotti da ARM Holdings, e licenze ASIC partner di ARM. Il core è principalmente sviluppato da ARM, presso l'ex azienda Falanx.
È la prima GPU multi-core al mondo conforme alle OpenGL® ES 2.0 capace di fornire accelerazione 2D e 3D con prestazioni fino alla risoluzione di 1080p.
Si tratta di un puro motore 3D che rende la grafica in memoria e passa l'immagine di rendering su un altro Core che gestisce il display. ARM fornisce gli strumenti necessari alla creazione degli shader OpenGL ES nomi esatti: Mali GPU Shader Development Studio e Mali GPU Engine User Interface.
Viene montata su svariati System-on-a-chip (SoC) tra cui ricordiamo il Samsung Galaxy S2 e Samsung Galaxy S3.